# Reticulonigrum andreaszomproi
Reticulonigrum andreaszomproi är en insektsart som beskrevs av Oliver Zompro 2004. Reticulonigrum andreaszomproi ingår i släktet Reticulonigrum och familjen Pseudophasmatidae. Inga underarter finns listade i Catalogue of Life.